# 575511 Bükk
575511 Bükk è un asteroide della fascia principale. Scoperto nel 2011, presenta un'orbita caratterizzata da un semiasse maggiore pari a 3,0502034 au e da un'eccentricità di 0,1569176, inclinata di 10,07597° rispetto all'eclittica.
L'asteroide è dedicato agli omonimi monti ungheresi.